# NOFV-Oberliga Nord
La NOFV-Oberliga Nord es uno de los dos grupos que forman parte de la NOFV-Oberliga, una de las 14 ligas regionales que integran la Oberliga, la quinta división del fútbol alemán.

## Historia
Fue fundada en el año 1991 luego de la caída del Muro de Berlín y la Reunificación alemana en una sola Alemania, lo que hizo que los equipos de la desaparecida Alemania Democrática integraran esta nueva liga. La liga fue formada junto a la NOFV-Oberliga Süd y la NOFV-Oberliga Mitte.

## Equipos Fundadores
Estos fueron los equipos que jugaron la primera temporada de la liga en 1991:
| - Eisenhüttenstädter FC Stahl - FC Berlin - FC Vorwärts Frankfurt/Oder - FSV PCK Schwedt - Blau-Weiß Parchim - Tennis Borussia Berlin | - Spandauer SV - Reinickendorfer Füchse - Spandauer BC - Wacker 04 Berlin - BFC Preussen - Greifswalder SC | - Bergmann-Borsig Berlin, joined SV Preußen Berlin - FV Motor Eberswalde - MSV Post Neubrandenburg - Stahl Hennigsdorf - Rot-Weiß Prenzlau - Hafen Rostock |

## Ediciones Anteriores
| Temporada | Club                   |
| --------- | ---------------------- |
| 1991–92   | FC Berlin              |
| 1992–93   | Tennis Borussia Berlin |
| 1993–94   | FC Stahl Brandenburg   |
| 1994–95   | FSV Velten             |
| 1995–96   | SCC Berlin             |
| 1996–97   | SV Babelsberg 03       |
| 1997–98   | SD Croatia Berlin      |
| 1998–99   | Hertha BSC II          |
| 1999–00   | F.C. Hansa Rostock II  |
| 2000–01   | Berliner FC Dynamo     |
| 2001–02   | Hertha BSC II          |
| 2002–03   | FC Schönberg 95        |
| 2003–04   | Hertha BSC II          |
| 2004–05   | F.C. Hansa Rostock II  |
| 2005–06   | 1. FC Union Berlin     |
| 2006–07   | SV Babelsberg 03       |
| 2007–08   | Hertha BSC II          |

| Temporada | Club                   |
| --------- | ---------------------- |
| 2008–09   | Tennis Borussia Berlin |
| 2009–10   | FC Energie Cottbus II  |
| 2010–11   | Torgelower SV Greif    |
| 2011–12   | F.C. Hansa Rostock II  |
| 2012–13   | Viktoria 89 Berlin     |
| 2013–14   | Berliner FC Dynamo     |
| 2014–15   | FSV Optik Rathenow     |

Fuente:
- Como el primer y segundo lugar de la temporada 2010-11 rechazaron el ascenso a la Regionalliga, el Berlin AK 07 ascendió tras quedar en tercer lugar de la liga.[3]